# Yann David
Pour les articles homonymes, voir David (patronyme).

a Compétitions nationales et continentales officielles uniquement.

b Matchs officiels uniquement.
Dernière mise à jour le 4 mai 2024.
Yann David, né le 15 avril 1988 à Bourgoin-Jallieu, est un joueur de rugby à XV international français qui évolue au poste de trois-quarts centre.
Avec le Stade toulousain, il remporte la Coupe d'Europe en 2010 ainsi que deux fois le championnat de France en 2011 et 2012.

## Carrière

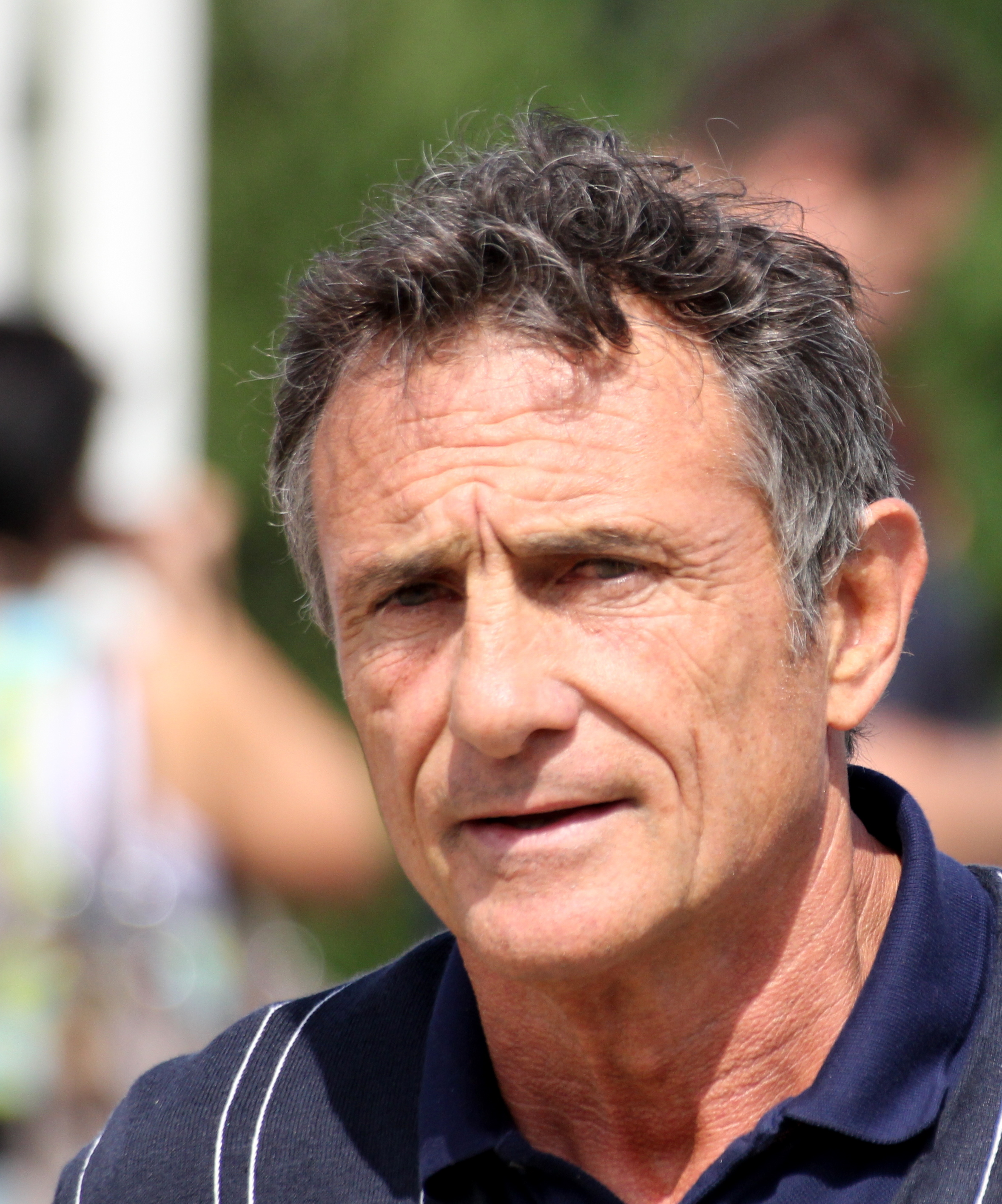
Guy Novès, ici en 2011, est le manager de Yann David au Stade toulousain de 2009 à 2015.

Yann David est originaire de Wallis-et-Futuna par sa mère. Ses parents (Jean-Marc David et Monika Fiafialoto), membres de l'équipe de France d'athlétisme, lui ont appris le goût du sport. Il a obtenu son Bac STG au lycée L'oiselet de Bourgoin-Jallieu. 
Jouant au CS Bourgoin-Jallieu dès l'âge de 8 ans, il a vite intégré le centre de formation berjallien et les sélections françaises.
Le joueur a également participé au calendrier des Dieux du stade 2007, 2014 et 2015.

### En club

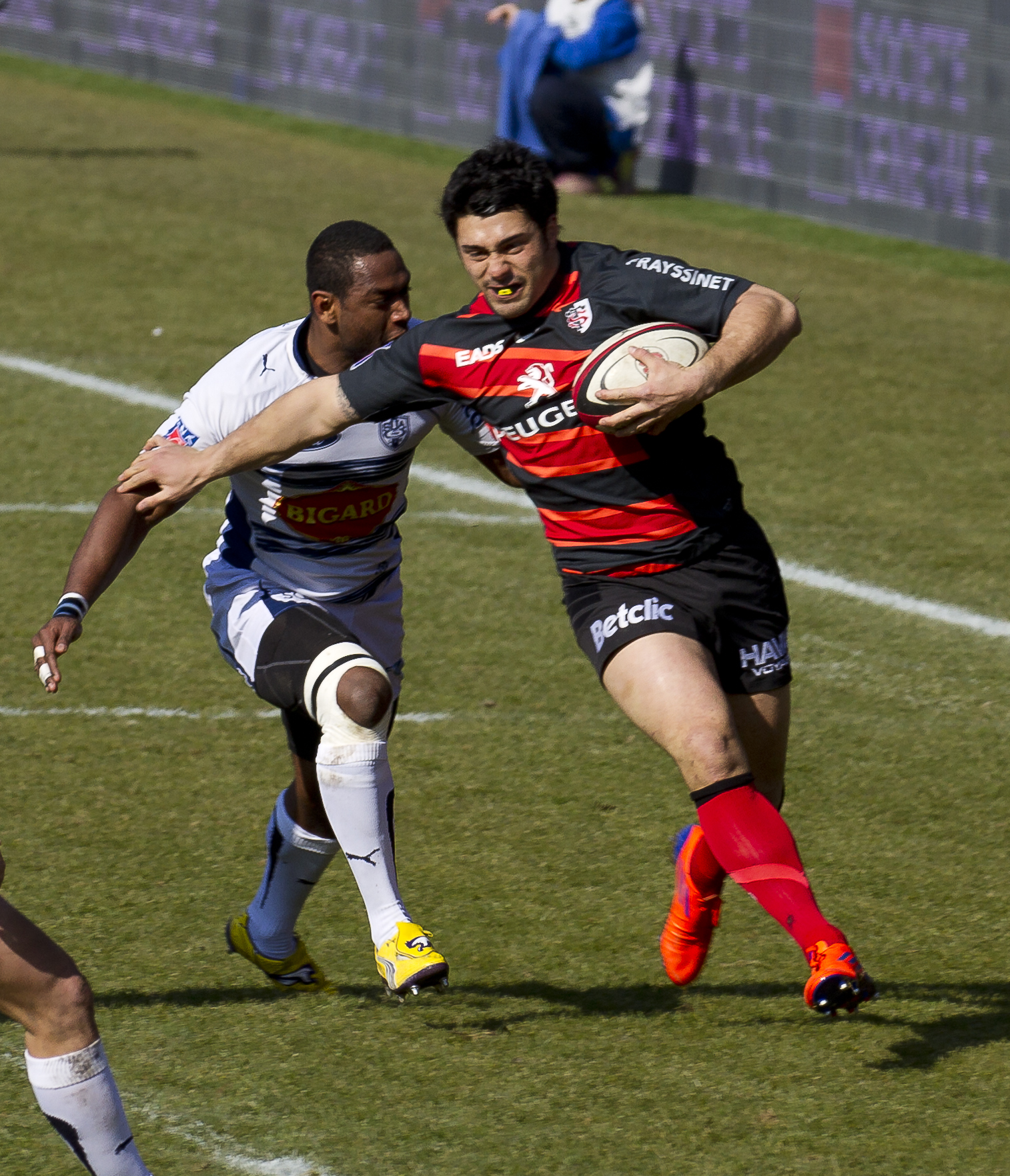
Yann David, le 8 février 2012, lors d'un match contre le SU Agen.

Yann David a été pensionnaire du centre de formation du CS Bourgoin-Jallieu de 2005 à 2008, il rejoint le Stade toulousain à l'été 2009. Il trouve vite sa place pour sa première saison malgré l'énorme concurrence à son poste, avec notamment Yannick Jauzion et Florian Fritz. Il marque 3 essais en 20 matchs pour sa première saison en rouge et noir. La saison suivante, une blessure l'écarte des terrains, mais la saison 2011-2012, de retour sur pieds, s'annonce pour lui comme une nouvelle saison florissante faisant 24 matchs et obtenant le titre de champion de France.
La saison 2014-2015 a été pour lui pleine et régulière, avec 25 rencontres disputées. Soit l'un de ses meilleurs totaux depuis son arrivée sur les bords de la Garonne.
Les saisons suivantes, trop souvent blessé, il n'est plus que peu utilisé par le nouveau staff du Stade toulousain. En 2018, il rejoint alors le Castres olympique champion de France en titre. Il participe aux deux premiers matchs en début de saison mais il se blesse.
En juillet 2023, il s'engage pour deux saisons au Biarritz olympique, avant de prolonger pour une saison supplémentaire en octobre 2024.

### En sélection nationale
Il a fait partie de l'équipe de France des moins de 20 ans au Championnat du monde junior 2008 et a disputé son premier match en équipe de France le 3 mars 2008 contre l'équipe d'Italie, à la suite de la prise de fonction du trio d'entraîneurs Lièvremont-Ntamack-Retière.
Le 26 août 2010 Yann David est victime d'une fracture tibia-péroné à l'entrainement. Il est écarté des terrains pour au moins 6 mois, et rate donc la coupe du monde de rugby à XV.
En janvier 2012, il se trouve dans le groupe des 30 joueurs retenus par Philippe Saint-André pour la préparation du Tournoi des Six Nations 2012. Mais il ne sera pas sélectionné pendant les matchs.

### Avec les Barbarians
En mai 2017, il est sélectionné dans le groupe des Barbarians par Vern Cotter pour affronter l'Angleterre, le 28 mai à Twickenham puis l'Ulster à Belfast le 1er juin. Titulaire lors du premier match, les Baa-Baas Britanniques s'inclinent finalement 28 à 14 face aux Anglais. Il n'est pas sur la feuille de match pour la victoire des Baa-Baas 43 à 28 en Irlande.

## Style de jeu
La puissance est probablement la qualité qui définit le mieux Yann David. Joueur perforateur au gabarit exceptionnel, il est très compliqué de l'arrêter et plusieurs joueurs sont souvent nécessaires pour le mettre au sol. Un atout important lorsqu'il s'agit de créer des points de fixation et des espaces pour ses coéquipiers. De plus, il est très précieux en défense réalisant de nombreux plaquage et étant régulièrement au contest du ballon, comme le prouvent ses 182 plaquages effectués lors de la saison 2014-2015 en Top 14.

## Palmarès

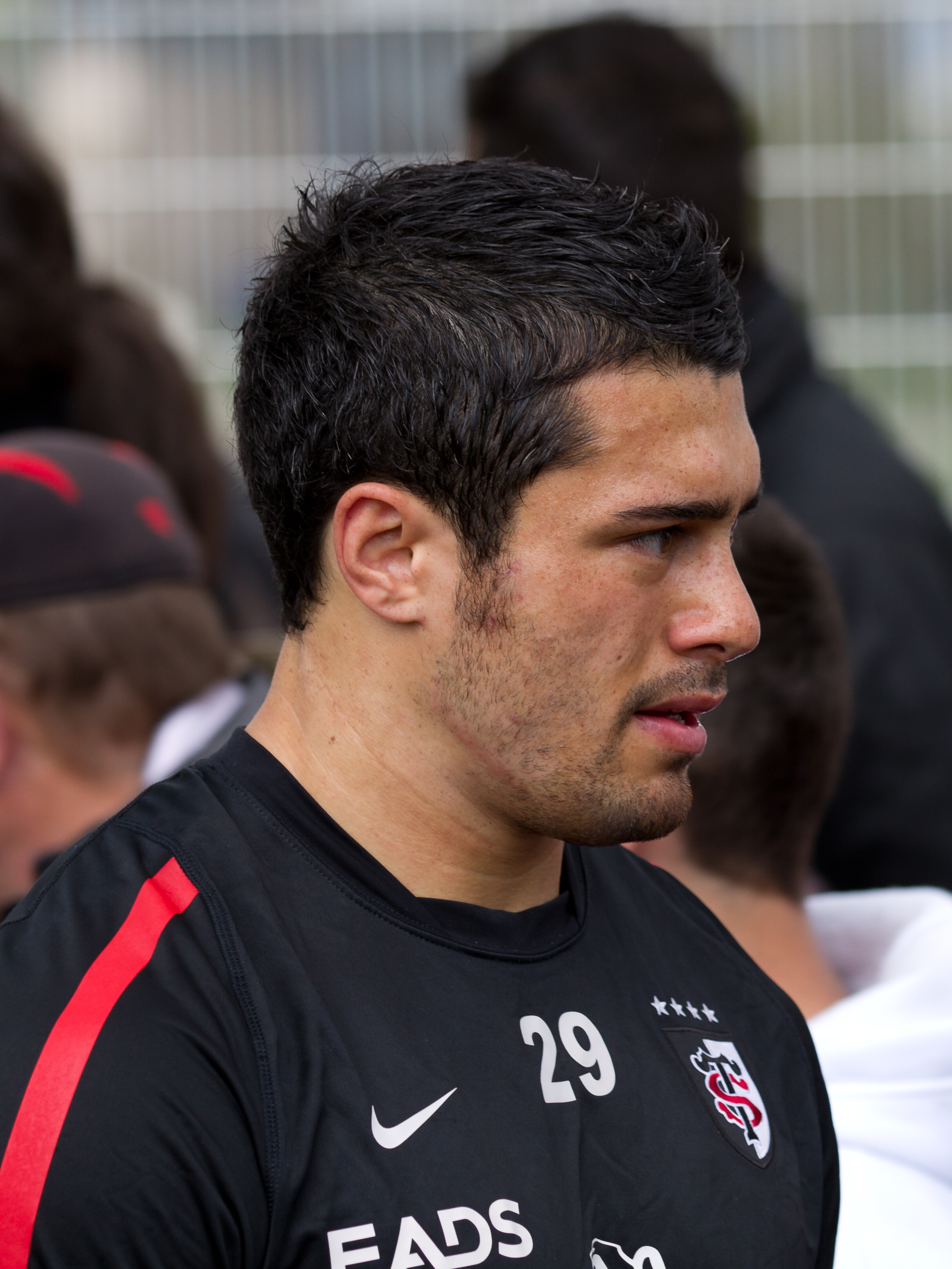
Yann David en avril 2012.

### Avec le CS Bourgoin-Jallieu
- Challenge européen :
  - Finaliste (1) : 2009

### Avec le Stade toulousain
- Championnat de France de première division :
  - Champion (2) : 2011 et 2012
- Coupe d'Europe :
  - Vainqueur (1) : 2010

### Avec l'Aviron bayonnais
- Championnat de France de Pro D2 :
  - Champion (1) : 2022

## Statistiques en équipe nationale
- 4 sélections en équipe de France
- Sélections par année : 1 en 2008, 3 en 2009
- Tournois des Six Nations disputés : 2008
- Sélections en équipe de France -20, -19 et -18[réf. nécessaire]
- Pensionnaire du pôle France 2006-2007

|   | Date             | Lieu                         | Adversaire       | Résultat | Points marqués | Compétition                  |
| - | ---------------- | ---------------------------- | ---------------- | -------- | -------------- | ---------------------------- |
| 1 | 9 mars 2008      | Stade de France, Saint-Denis | Italie           | 25-13    | 0              | Tournoi des Six Nations 2008 |
| 2 | 13 novembre 2009 | Stadium, Toulouse            | Afrique du Sud   | 20-13    | 0              | Test                         |
| 3 | 21 novembre 2009 | Stade de France, Saint-Denis | Samoa            | 43-5     | 0              | Test                         |
| 4 | 28 novembre 2009 | Stade Vélodrome, Marseille   | Nouvelle-Zélande | 12-39    | 0              | Test                         |

## Dirigeant de provale
Depuis le 1er juin 2024, il est trésorier adjoint du syndicat des joueurs professionnels de rugby Provale.